# Outils dans l'Égypte antique
La connaissance de l'Égypte antique commence avant la période prédynastique (vers -5000). De ce fait, les outils utilisés ont évolué au cours des siècles. À l'origine, pour les matériaux, pas de bronze ni de fer : le premier n'apparaît en Égypte qu'au IIe millénaire avant notre ère, et le second, très cher, ne devient fréquent qu'à partir de -1600 ; restent le cuivre, métal mou à affuter constamment, le bois et la pierre, en particulier la dolérite ou le silex, mais pas seulement.
| U1 | et | U2 |

| U1 | et | U2 |

## Outils dutailleur de pierre
On utilisait, pour extraire les pierres, des coins en bois, enfoncés à l'aide de maillets également en bois (quelques exemplaires ont été trouvés à Tourah, dans les carrières de calcaire) et gonflés d'eau pour faire éclater la pierre. Ensuite, les ciseaux pouvaient être en cuivre (on en a trouvé un dans la carrière de diorite ayant servi pour Khéops), mais on pense que ceux-ci ne servaient que pour ciseler les hiéroglyphes, et surtout en pierre dure (dolérite, diorite, pegmatite, silex). On trouvait aussi sans doute déjà des broches et des chasses. On connaît également des pilons (de 1,5 à 4 kg) et des marteaux taillants de pierre dure. Ces derniers étaient emmanchés entre deux baguettes de bois et servaient pour l'extraction et le dégrossissage des pierres tendres.

## Outils du menuisier
D'après les représentations existant dans les tombes et les exemplaires mis au jour, les outils utilisés par les Égyptiens différaient peu de ceux qu'employaient les menuisiers du XIXe siècle. Les meubles conservés dans nos musées prouvent que les artisans de Pharaon connaissaient parfaitement l'usage de la scie, de la hache, de l'herminette, du ciseau à bois et du foret.
Dès l'Ancien Empire, les techniques de construction et d'assemblage des meubles ou des navires sont en place et connues de tous les travailleurs du bois. Pour l'abattage des arbres et les travaux d'équarrissage, les bûcherons égyptiens utilisaient une hache composée d'une lame semi-circulaire ancrée dans une rainure du manche. Pour débiter des planches à partir des troncs, les charpentiers utilisaient de lourdes scies à main.
L'outil le plus caractéristique des artisans du bois de l'Égypte antique est sans aucun doute l'herminette. Une lame en bronze ou en cuivre était fixée, au moyen de cordes ou de liens de cuir, à un manche en bois recourbé dont la taille pouvait varier en fonction de l'affectation de l'outil. En effet, si l'herminette était utilisée pour des travaux minutieux, comme la fabrication de meubles, le manche était plus court, alors que les travaux de rabotage des planches ou des coques de bateaux nécessitaient l'emploi d'une herminette à manche long.